# Івковський Семен Карпович
Семен Карпович Івко́вський (нар. 29 квітня 1874 — пом. квітень 1927, Київ) — російський живописець. Батько художниці Людмили Івковської.

## Біографія
Народився 17 [29] квітня 1874 року. Упродовж 1894—1901 років навчався у Московському училищі живопису, скульптури та зодчества. 1899 року отримав звання класного художника, 1900 року за етюд отримав малу срібну медаль. З 1902 року навчався у Петербурзькій академії мистецтв, був учнем Володимира Маковського. 1907 року удостоєний звання художника за картину «У приймальні» і продовжив навчання на мозаїчному відділенні Петербурзькоїй академії мистецтв. З 1913 року — молодший художник-мозаїчист.
Жив у Санкт-Петербурзі/Петрограді до 1919 року, потім переїхав до Києва. Помер у Києві у квітні 1927 року.

## Творчість
Працював у галузі станкового живопису та мозаїки. Створював жанрові картини, пейзажі, портрети. Серед робіт:
- «Дніпро» (1895);
- «Кавун» (1897);
- «В околицях Києва» (1897);
- «Млин» (1899);
- «Перед бурею» (1901);
- «Подруги» (1904);
- «Куточок Москви» (1905);
- «Біля хворої» (1906);

- «Мати» (1907);
- «У приймальні» (1907);
- «Сутінки. Малоросія» (1909);
- «Болгарія» (1911);
- «Поблизу Києва» (1916);
- «На березі Дніпра» (1916);
- «Видубицький монастир» (1917);
- «Надвечір» (1917).

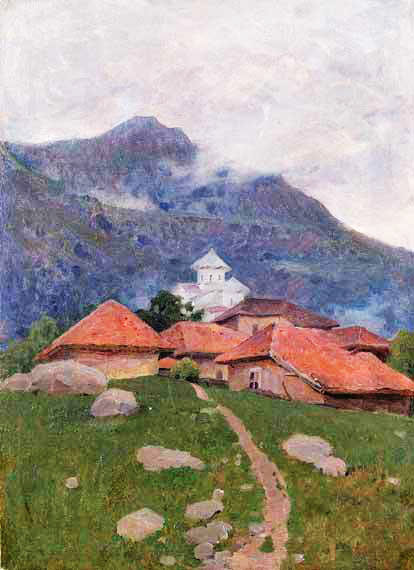
«Болгарія».

Брав участь у виставках Московського училища живопису, скульптури та зодчества та Петербурзької академії мистецтв з 1895 року.